# Флаг Изобильного
Флаг муниципального образования города Изоби́льного Изобильненского муниципального района Ставропольского края Российской Федерации — опознавательно-правовой знак, служащий символом муниципального образования.
Данный флаг утверждён решением Совета города Изобильного Ставропольского края от 27 августа 2010 года № 401.
Флаг и герб Изобильного составлены с нарушениями правил геральдики и рекомендаций Геральдического совета при Президенте Российской Федерации и не могут быть внесены в Государственный геральдический регистр Российской Федерации.

## Описание
Согласно Положению о флаге города Изобильного Ставропольского края, утверждённому решением Совета города Изобильного Ставропольского края от 27 августа 2010 года № 401, данный флаг имеет следующее описание:

Флаг представляет собой прямоугольное белое полотнище с соотношением 2:3, с голубой и красной полосами вдоль древка по 1/5 ширины флага. В центре белой части полотнища помещено изображение герба города Изобильного.
Описание герба гласит: «Щит рассечён лазурью и червленью. Поверх всего серебряная чаша с серебряным пламенем в окружении фрагмента чёрной шестерни и стилизованных золотых колосьев, соединенных внизу золотой табличкой с серебряными цифрами 1895. В вершине щита название города серебром».

## Обоснование символики
Флаг города Изобильного разработан на основании герба, который языком символов и аллегорий отражает культурные, исторические и экономические особенности города Изобильного.
Символика фигур флага многозначна:
чёрная шестерня — символ развивающейся индустрии;
золотые пшеничные колосья — традиционный символ высоких урожаев;
цифры серебром — год основания Изобильного.
Белый цвет (серебро) — символ чистоты, совершенства, мира и взаимопонимания.
Голубой цвет — символ чести, красоты и добродетели.
Красный цвет — символизирует труд, жизнеутверждающую силу, мужество, праздник, красоту.
Жёлтый цвет (золото) символ богатства, стабильности, уважения, великодушия.
Чёрный цвет — символ мудрости, скромности, вечности бытия.

## История герба
Первоначально город Изобильный не имел собственного флага и использовал только герб, утверждённый 20 июня 1973 года исполнительным комитетом Изобильненского городского Совета народных депутатов. Автором герба выступил художник Борис Иванович Беспалов.
27 августа 2010 года, в соответствии с решением депутатов Совета города Изобильного, герб 1973 года был «официально подтверждён с незначительными стилевыми доработками». Тем же решением был утверждён и разработанный на основе данного герба флаг. 6 сентября 2010 года указанное решение было опубликовано в газете «Изобильненский муниципальный вестник».
Данный флаг не прошёл государственную регистрацию в Геральдическом совете при Президенте Российской Федерации, поскольку, как и герб, на основе которого он был составлен, не соответствовал предъявляемым к нему правилам и требованиям.